# Märchen der Völker
Märchen der Völker war eine deutsche Kinderserie, die von 1978 bis 1984 unter der Regie von Curt Linda im ZDF und zuletzt auf PKS, dem heutigen Sat.1, gezeigt wurde. Die 39-teilige Sendereihe wurde zuerst vom 7. März bis einschließlich 12. Dezember 1978 allwöchentlich dienstags um 18:20 Uhr bis 18:40 Uhr ausgestrahlt.

## Handlung
In dieser Kinderserie werden in jeder Folge Beiträge aus verschiedenen europäischen Ländern gezeigt. 37 Trickfilmer aus 21 europäischen Ländern waren für dieses Projekt verantwortlich. Die Beiträge der einzelnen Länder sollten in Art und Stil für ihr jeweiliges Herkunftsland typisch sein.

## Episoden
- 1. Der Trompeter von Krakau (Polen)
- 2. Die Katze Cameleon
- 3. Die Geschichte vom neugierigen Purzel
- 4. Der Mann und die Schlange
- 5. Als der Riese die Sterne auslöschte (Polen)
- 6. Wie in Katzenstadt die Bratkartoffeln erfunden wurden
- 7. Die kämpferische Maid
- 8. Catalin und Catalinchen
- 9. Die sieben Flämmchen (Jugoslawien)

Eine Geschichte über den Feuergeist Svarožić
- 10. Über der Erde und unter der Erde
- 11. Als Kalamona die Winde fesselte (Ungarn)
- 12. Der Mäuseturm
- 13. Der Barbier von Modena
- 14. Die Sonne
- 15. Die Legende von der glücklichen Insel
- 16. Die singende Nuss
- 17. Die großen Lügen (Ungarn)
- 18. Der Berg Ra
- 19. Der Esel und der Stock (Erstausstrahlung: 18. Juli 1978)

Ein Goldesel, ein Zaubertisch, ein magischer Stock und ein armer Knecht spielen in diesem Märchen eine große Rolle.
- 20. Die Glückskinder
- 21. Die Drachenschnecke
- 22. Kater Miau oder König Miau (Tschechoslowakei)
- 23. Der Spiegel des Lachens (Erstausstrahlung: 22. August 1978)
- 24. Die goldene Bohne (Italien)

Eine surrealistische Darstellung über das Streben nach Geld und Macht.
- 25. Spindel, Weberschiffchen und Nadel
- 26. Eene-Meene-Muh (Eene Meene Muh / Ene mene muh)
- 27. Hase und Füchsin
- 28. Pjotr und die Meerjungfrau (Frankreich)
- 29. Der schwarze Mann
- 30. Die wundersamen Trauben
- 31. Die Schlangenzunge
- 32. Die Feder des Phönix
- 33. Undine (Deutschland)
- 34. Das Lied von Halewyn
- 35. Das wahre Glück (Jugoslawien)
- 36. Die Prinzessin und der Ziegenhirt (Deutschland)
- 37. Die klugen Dummen
- 38. Die Maske des Teufels (Frankreich)

Eine alte Frau, die im Dorf als Hexe verschrien ist, zieht sich zu Karneval immer mit ihrem Esel in die Berge zurück. Ein junger Bauernsohn aus dem Dorf, als Teufel verkleidet besucht sie und schlägt ihr, da es bekannt sei, dass sie nicht viel von ihrer Seligkeit halte, ein Dominospiel um ihre Seele vor. Als der Bauernsohn wieder fort ist, streift sich die alte Frau die Maske ab und man erkennt, dass sie der Teufel war.
- 39. Weihnachten der Tiere

## Hörspiele
Zudem erschienen Ende der siebziger Jahre zwei Langspielplatten beim Label Robbi/CBS mit einigen Geschichten aus der Fernsehserie. Sprecher war auch hier der Österreicher Gustl Weishappel. Regie führte auch hier Curt Linda.
Folgenindex:
1. Märchen der Völker – Cover mit Zauberer am Feuer (ROB 50 000): Seite A  = Pjotr und die Meerjungfrau, Als der Riese die Sterne auslöschte, Seite B = Konig Miau, Die großen Lügen (1978)
2. Märchen der Völker – Cover mit Herr in der fliegenden Truhe (ROB 50 001): Seite A = Die Prinzessin und der Ziegenhirt, Als Kalamona die Winde fesselte, Seite B = Das wahre Glück (1978)

## Wissenswertes
Curt Linda († 2007) war einer der Gründer und Vorstandsmitglied der deutschen Gruppe der Association internationale du film d’animation, kurz ASIFA. Linda beteiligte sich Mitte der 1970er Jahre an einem Projekt dieser Organisation. Hierbei stellten 37 Zeichentrickfilmer aus 19 europäischen Ländern insgesamt 39 Beiträge für die Sendereihe "Märchen der Völker" her, die in der Bundesrepublik Deutschland vom Fernsehsender ZDF im Jahre 1978 ausgestrahlt wurden.

## Sonstiges
Märchen der Völker wurde nach 1984 noch unregelmäßig in verschiedensten Kinderserien (z. B. Rick’s Trick-Tier Show) gezeigt.
Der Vorspann wurde eingeleitet von dem Satz „Es war einmal...“ und war eine schnelle Abfolge von vielen bekannten Märchen, etwa das vom Froschkönig, oder eine andere Sequenz, wo ein Feuerball kontinuierlich durch das Bild hüpft. Das Intro hatte etwas Gruseliges an sich, woran sich heutzutage viele damalige Zuschauer erinnern. Dieses ist erkennbar an den unzähligen Forenbeiträgen und Suchanfragen auf einschlägigen Internetseiten, die sich mit TV-Serien befassen.
Die Rechte an „Märchen der Völker“ liegen heute beim ZDF.